# Anomostomus torridus
Anomostomus torridus is een keversoort uit de familie loopkevers (Carabidae). De wetenschappelijke naam van de soort is voor het eerst geldig gepubliceerd in 1853 door LaFerté-Sénectére.